# غواصة عبد الحميد
الغواصة العثمانية عبد الحميد (بالتركية: Abdülhamid Denizaltısı)‏ كانت غواصة عثمانية، تعمل بالطاقة البخارية، وتعتبر من جيل الغواصات التي بنيت في وقت مبكر في إنجلترا في عام 1886 في حوض بناء السفن «بارو» (بالإنجليزية: Barrow)‏، بمقاطعة كمبريا، بانجلترا. اشترتها القوات البحرية العثمانية ووضعتها في الخدمة، وأُنزلت البحر في 11 جمادى الأولى 1304 هـ / 5 فبراير 1887م، وسُميت باسم السلطان عبد الحميد الثاني. وهي أول غواصة في العالم تطلق طوربيداً وهي تحت الماء.
بُنيت الغواصة عبد الحميد في حوض بناء السفن «بارو» ثم فُككت وأٌعيد تجميعها في الترسانة العثمانية "ترسانة عامرة" بحوض «طاش كيزاك» لتنزل البحر لأول مرة في 6 سبتمبر 1886م، باحتفال.
في 5 فبراير1887م بدأت الدولة العثمانية الاختبارات التجريبية الأولى في اسطنبول على «الغواصة عبد الحميد»، أول غواصة عثمانية، لتغوص في البحر لأول مرة وأطلقوا اسم «تحت البحر» (بالتركية: Denizaltı)‏ على الغواصات مثل الألمان (بالألمانية: Unterseeboot)، وأدخلتها الدولة العثمانية ضمن أسطولها البحري، وكانت هذه أول مرة يستخدم فيها العثمانيون الغواصة.

## تاريخ إنشاء الغواصة
في أواخر القرن 19 امتلكت الدولة العثمانية غواصتين بخاريتين، كانتا من صنع المهندس الإنجليزي جورج جاريث الذي كان أول مهندس يصنع غواصة تعمل بمحرك بخاري.

### التجارب الأولية
صنع جاريث في البداية غواصتين في مدينة ليفربول الإنجليزية، وأنزلهما إلى الماء، ولكنهما بعد غوصهما في البحر لم تستطيعا الصعود إلى السطح مرة أخرى، ولقي ثلاثة أشخاص حتفهم جراء غرق الغواصة الثانية. أُعيدت التجربة على غواصته الجديدة في مصنع أسلحة «نوردان فيلد» في لاند كرونا بالسويد وتكللت بالنجاح في أغسطس/ آب عام 1885م، وكانت تلك الغواصة بطول 19.5م وبعرض 2.75م ومحركها بقوة 100 حصان، وسرعتها تصل إلى 9 أميال في الساعة كما يمكن تركيب طوربيد عليها من عيار 35.5سم.

### التوصية بادخال الغواصات في الخدمة
تمت التجربة الناجحة الثانية في السويد بحضور ضباط من دول مختلفة بينهم ضباط عثمانيون. وبعد نجاح تجربة الغواصة الجديدة كتب الضباط العثمانيون تقريراً ذكروا فيه أن إدخال الغواصات إلى سلاح البحرية سيكون عملاً مناسباً وجيداً.

### أمر شراء الغواصتين
توترت العلاقات بين الدولة العثمانية واليونان التي طلبت غواصة من شركة نوردفيلد قيمتها 9000 جنيه أسترليني، مما دفع السلطان عبد الحميد الثاني إلى شراء غواصتين من نفس الشركة وقرر تزويدهما بطوربيدات وتم الاتفاق على أن تبيع الشركة لإسطنبول غواصتين بقيمة 11000جنيه إسترليني للغواصة الواحدة، على أن يتم التسليم خلال شهرين ونصف من توقيع العقد.
في 23 يناير/ كانون الثاني 1887م وقعت وزارة البحرية العثمانية وشركة «نورد فيلد» العقد، الذي نص على أن تصنع الشركة الغواصتين، ثم تقوم بتفكيكهما ووضع قطعهما في صناديق، وشحنها إلى إسطنبول، حيث يتم تجميع القطع هناك مرة أخرى.
أنهت الشركة المصنعة صناعة الغواصتين في الوقت المحدد، لكن ظهور مشاكل تقنية أثناء نقل الصناديق الحاوية لقطع الغواصتين، وأخرى عند تجميع الغواصتين في إسطنبول، أجلت إتمام تركيب الغواصتين لبعض الوقت، ودفعت المهندس جورج جاريث للقدوم إلى إسطنبول عدة مرات للإشراف على عملية التجميع بنفسه في الترسانة العثمانية "ترسانة عامرة" بحوض السفن المسمى ""طاش كيزاك" في خليج القرن الذهبي.

### حفل التسليم
وتم إقامة حفل التسليم في الخليج يوم 20 يونيو/ حزيران 1887م، حيث تم تزيين الغواصة عبد الحميد بالأعلام وأنزلت إلى البحر وربطت مع عوامة أمام ديوان وزارة البحرية.
تجمع أعضاء الحكومة وأركان وزارة البحرية على رصيف الميناء، في حين احتشد الناس في منطقة قاسم باشا على الشاطئ، ولكن لم تجر تجربة الغواصة عبد الحميد بسبب عطل طارئ، كما تأجل إنزال الغواصة عبد المجيد إلى البحر إلى 4 آب من نفس العام بسبب مشاكل فنية. ثم أجريت تجارب عديدة على الغواصتين عبد الحميد وعبد المجيد في خليج القرن الذهبي والبوسفور.
في 13 يناير/ كانون ثاني 1888م أُجري عرض أمام الناس للغواصتين في خليج إزميت، وأبحرت الغواصتان بسرعة تقارب 10 أميال في الساعة، وغاصتا في المياه لكن حركتهما تحت سطح البحر لم تكن على المستوى المطلوب، إلا أن شيئاً فريداً ومميزاً حدث خلال هذا العرض، وهو نجاح عملية إطلاق طوربيد من غواصة وهي تحت سطح الماء، وكانت  عملية الإطلاق هذه هي الأولى على مستوى العالم.

لكن العمل توقف عند هذا الحد بسبب الاضطرابات السياسية، وتُركت الغواصتان للصدأ في مياه خليج القرن الذهبي. عاود الأتراك لاحقا المحاولة في عهد الجمهورية وتمكنوا من صنع غواصات بجهودهم الذاتية.

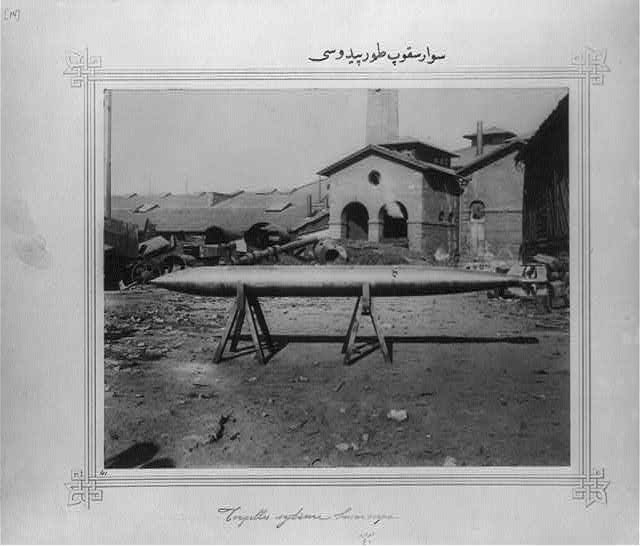
أحد الطوربيدات المستخدمة في الغواصتين: عبد الحميد وعبد المجيد.

## الخدمة
دخلت الخدمة في البحرية العثمانية في 24 مارس 1886م.

## المواصفات
كان محرك الغواصة يعمل بقوة البخار المتولد عن مرجل صغير يتم إشعال الفحم بداخله، وكان نظام التهوية بالكاد يؤمن الهواء اللازم لتنفس أفراد الطاقم في الغواصة أثناء العمل.
- الطول: 30.5م (100 قدم)
- العرض: 6م (12 قدم)
- أقصى عمق: 30.5م (100 قدم)
- عمق الاختبار: 49م (160 قدم)
- مخزن المحروقات السائلة: 160 طنا
- السرعة فوق الماءه: 10 ميل في الساعة
- السرعة تحت الماء: 3 ميل في الساعة
- مخزن الفحم: 8 طن
- القدرة: 250 حصانا
- الدفع: محرك «لام» (Lamm) يعمل بالفحم

### التسليح
- عدد 2 طوربيد وايتهيد (Whitehead) بطول 15 قدم
- مدفعين نوردنفيلت (Nordenfelt)

### الطاقم
- ضابط سطح السفينة
- ثلاثة ضباط ميكانيك
- ضابط صف للذخيرة

## التكهين
أُحيلت إلى التقاعد وكُهّنت عام 1910م.